# Společnost pro queer paměť
Společnost pro queer paměť, abgekürzt SPQP, deutsch Gesellschaft für Queer-Gedächtnis, ist eine tschechische Organisation aus dem Bereich von LGBT (Lesbian, Gay, Bisexual und Transgender) und Queer. Sie wurde 2013 gegründet und betreibt seit Juni 2015 das Projekt Centrum queer paměti (Zentrum für Queer-Gedächtnis), ein Archiv der Erinnerungen.

## Geschichte und Tätigkeit
2013 gründete der Historiker Jan Seidl zusammen mit einigen Freunden die Gesellschaft SPQP, um eine LGBT- und Queer-Plattform für generationsübergreifende Dialoge in Prag und Tschechien zu schaffen; ferner sollten ein Museum und ein Archiv der Gemeinschaft aufgebaut werden. Einen der Gründe beschrieb die Aktivistin und ehemaliges Vorstandsmitglied des Projektes Milena Bartlová: „bis dahin gab es in der Tschechischen Republik lediglich polizeiliche und psychiatrische Archive über Homosexuelle, was diese Gruppe stigmatisierte“.
Ein Archiv entstand schließlich am 1. Juni 2015 im Rahmen des Projektes Centrum queer paměti in Prag. Es ist ein alternatives Archiv zu diesem Thema, das sich insbesondere der Methode der Oral History bedient und die Stimmen der Betroffenen wiedergibt. Es wird als wichtiges Instrument angesehen, mit dem ein Durchbruch aus der erzwungenen Vergessenheit gelingen kann – und das sei, so Bártlová, „eine Voraussetzung dafür, dass die Ausgeschlossenen in ihre Verwandtschaftsgenerationen und Familienbindungen zurückkehren können“.
Das Gründungsdatum wurde durch die SPQP mit Bedacht gewählt: es war der 147. Jahrestag der ersten öffentlich bekannt gewordenen  Aktion der Homosexuellen in Böhmen. Damals, Ende der 1860er Jahre, hatte ein unbekannter Autor ein Schreiben an den bekannten Physiologen und Politiker Jan Evangelista Purkyně gerichtet, in dem er ihn aufforderte, die Ursachen der Homosexualität erforschen zu lassen und sich für die Straffreiheit einzusetzen (was daraufhin nur halbherzig erfolgte).
Als Vorbild für das Centrum dienten u. a. solche Einrichtungen wie das SchwuZ in Berlin oder QWien in Wien.
Einer der Schwerpunkte der Tätigkeit des Centrums sind nicht-heterosexuelle Senioren.
Im Centrum queer paměti betreibt die SPQP eine Reihe weiterer Aktionen. Dazu gehören Ausstellungen, zur Verfügung steht eine Bibliothek mit belletristischer und Fachliteratur zum Thema, es gibt eine digitale Bibliothek, ein Museum, es werden Besuche von Schulklassen organisiert; die SPQP nimmt auch an den jährlichen Umzügen Prague Pride teil.
Am 17. Mai 2016 nahm die Gesellschaft den Preis bePROUD des Jahres 2015 für die Eröffnung des Centrums entgegen. Bei der Veranstaltung, an der Persönlichkeiten aus dem Ausland teilnahmen, wurde der Preis durch V. M. Hoeks, Botschafter der Niederlande, in dessen Prager Residenz überreicht.

### Beirat
Im wissenschaftlichen Rat der Gesellschaft SPQP befinden sich nicht nur namhafte Persönlichkeiten aus Tschechien, sondern auch einige ausländische Aktivisten und Wissenschaftler. Auszugsweise (Stand Juli 2022)
- Anna Hájková, University of Warwick, Vorsitzende des wissenschaftlichen Beirats
- Marie Barešová, Masaryk-Universität (Brünn)
- Christiane Brenner, Collegium Carolinum (München) und Ludwig-Maximilians-Universität (München)
- Zdeněk Doskočil, Karls-Universität (Prag), Historisches Institut der Akademie der Wissenschaften der Tschechischen Republik
- Roar Lishaugen, Universität Oslo
- Franz Schindler, Justus-Liebig-Universität (Gießen)
- Rudolf Vévoda, Ústav pro studium totalitních režimů (Prag)
- Ruth Weiniger, Karls-Universität (Prag)

und andere.
Milena Bartlová, Karls-Universität (Prag), war 2014–2018 die Vorsitzende des Beirats.